# Умпферштедт
Умпферштедт (нім. Umpferstedt) — громада в Німеччині, розташована в землі Тюрингія. Входить до складу району Ваймарер-Ланд. Складова частина об'єднання громад Меллінген.
Площа — 7,39 км2. Населення становить 638 ос. (станом на 31 грудня 2021).

## Галерея

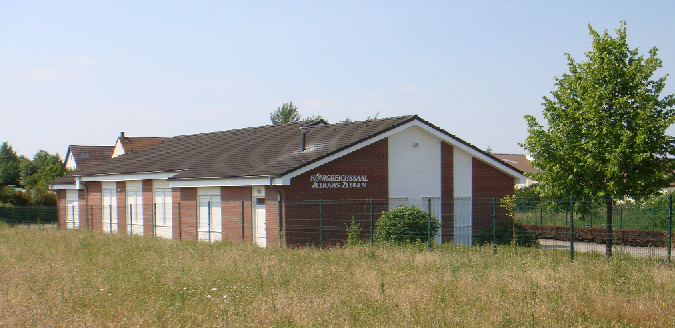
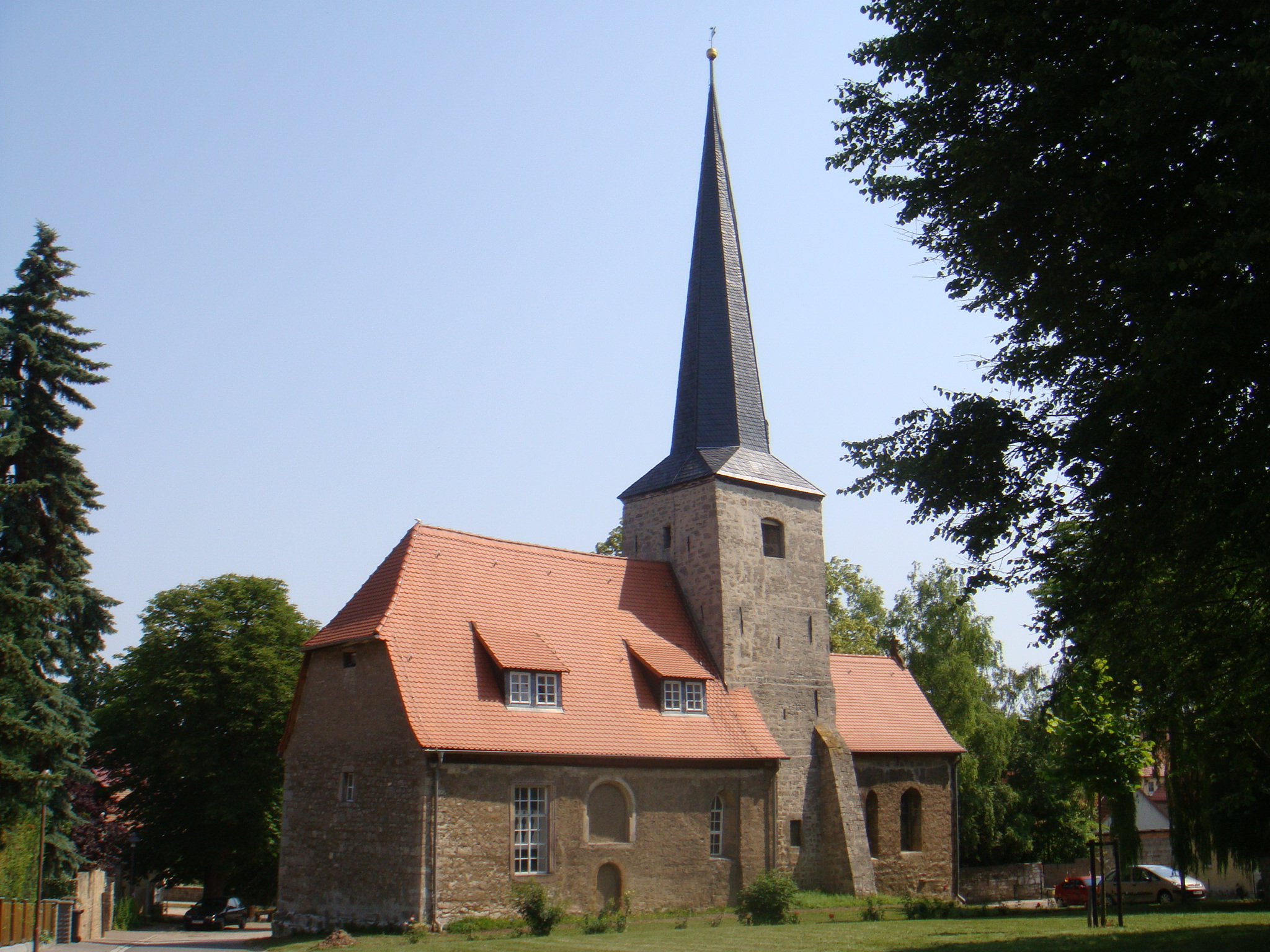